# چوگاکو-جی
چوگاکو-جی ((به ژاپنی: 長岳寺 Chōgaku-ji)) یکی از معابد بودایی در ژاپن در تنری، نارا در استان نارا آست.